# Renée Hložek
Renée Hložek (sinh ngày 15 tháng 11 năm 1983) là một nhà vũ trụ học người Nam Phi và là Giáo sư Vật lý tại Viện Thiên văn học và Vật lý thiên văn Dunlap thuộc Đại học Toronto. Bà nghiên cứu về bức xạ phông vi sóng vũ trụ, siêu tân tinh loại Ia và dao động âm thanh baryon. Bà là một thành viên cấp cao của TED.

## Những năm đầu và học vấn
Hložek học Toán học tại Đại học Pretoria và Đại học Cape Town, tốt nghiệp vào năm 2008. Trong các nghiên cứu trong những năm đại học của mình, bà làm việc với năng lượng tối. Bà hoàn thành tấm bằng Tiến sĩ tại Đại học Oxford với tư cách là một người nhận học bổng Rhodes vào năm 2011. Luận án của bà, "Probing the early universe and Dark Energy with multi-epoch cosmological data", sử dụng Atacama Cosmology Telescope và Sloan Digital Sky Survey. Người hướng dẫn tiến sĩ của bà là Jo Dunkley. Trong khoảng thời gian học tập tại Oxford, bà xuất hiện trên podcast Pub Astronomy và 365 Days of Astronomy của Chris Lintott.

## Nghiên cứu và sự nghiệp
Sau khi có được tấm bằng Tiến sĩ, Hložek gia nhập đội ngũ Đại học Princeton với tư cách là Nghiên cứu sinh Hậu tiến sĩ Lyman Spitzer Jr. Tại Đại học Princeton, bà chuẩn bị cho Kính viễn vọng Thiên văn Atacama. Vào năm 2012 bà được chỉ định làm một Nghiên cứu sinh Spitzer-Cotsen Fellow tại Đại học Princeton. Tại Princeton bà tham gia vào một sáng kiến giảng dạy nhà tù, và thành lập trao đổi Hope-Princeton để đưa những phụ nữ da đen trẻ tuổi vào khoa thiên văn học của Princeton.